# Dywizja Piechoty Wildflecken
Dywizja Piechoty Wildflecken (niem. Infanterie-Division Wildflecken) – niemiecka dywizja szkieletowa sformowana 17 kwietnia 1944 na poligonie Wildflecken. 19 czerwca została wysłana na front włoski, gdzie znalazła się w strukturze Grupy Armii C. Na początku lipca została włączona w skład 715 Dywizji Piechoty, natomiast jej dowództwo jednostki zostało odesłane do Wildflecken.

## Skład
- pułk grenadierów Wildflecken 1
- pułk grenadierów Wildflecken 2
- batalion artylerii Wildflecken
- batalion inżynieryjny Wildflecken